# Podstene (Brod Moravice)
Pour les articles homonymes, voir Podstene.
Podstene est une localité de Croatie située dans la municipalité de Brod Moravice, comitat de Primorje-Gorski Kotar. En 2001, la localité comptait 26 habitants.

## Démographie
| 1948 | 1953 | 1961 | 1971 | 1981 | 1991 | 2001 |
| ---- | ---- | ---- | ---- | ---- | ---- | ---- |
| 79   | 75   | 56   | 51   | 45   | 32   | 26   |